# Wal
Wal — бренд бас-гітар, що виробляються в Великій Британії з 1976 року.

## Історія
Засновником компанії став Ян Воллер на прізвище «Вол» (англ. Wal). 1976 року він створив першу бас-гітару для свого друга Джона Г. Перрі. Залишившись задоволеним результатом, Ян Воллер разом із бізнес-партнером Пітом Стівенсом почали випускати бас-гітари невеликим накладом. Першими двома серіями гітар Воллера були «JG» (на честь Джона Густафсона, для якого було створено перший інструмент) та «JP» (на честь Джона Перрі). Надалі Воллер залучав до процесу створення гітар музикантів та продюсерів, намагаючись випускати «інструменти, створені професіоналами для професіоналів».
1978 року в місті Хай-Віком засновано компанію Electric Wood Ltd. та встановлено першу лінію з виробництва інструментів. Перші бас-гітари були обладнані пасивними звукознімачами, але 1980 року вийшли перші прототипи гітар Wal Custom, які містили активну електроніку. Цю модель пізніше перейменували на Mark 1, а серед музикантів, які нею володіли — Гедді Лі (Rush), Мік Карн (Japan) та Пол Маккартні.
У середині 1980-х років компанія Electric Wood почала виробляти п'ятиструнні бас-гітари з подовженим грифом, що містив 24 лади. Ці інструменти дозволяли ставити товстіші струни, які збільшували діапазон бас-гітари. Пізніше почали виходити чотириструнні версії цих гітар, а модель назвали Mark 2. 1988 року Ян Воллер помер від серцевого нападу, і компанію очолив Піт Стівенс.
1994 року Electic Wood розпочали виробництво шестиструнних бас-гітар, для яких створили новий дизайн корпусу — цю модель назвали Mark 3. Також виходили п'яти- та чотирьохструнні варіації цієї моделі. 2011 року після важкої хвороби помер Піт Стівенс і компанію очолив Пол Герман. Сучасне виробництво гітар відбувається в Кобгемі, графство Суррей.
Попри те, що компанія виробляє лише три базові моделі бас-гітар — Mark 1, Mark 2 та Mark 3 — кожна з них може бути змінена відповідно до бажань замовника. Через це час виробництва одного інструмента може сягати навіть 2—3 років. З іншого, мала кількість вироблених бас-гітар призводить до того, що вживані інструменти, які з'являються у продажу, викупають дуже швидко, а ціни на них можуть бути набагато вищими, аніж на схожі інструменти інших виробників.